# Яковлев, Борис Дмитриевич
Борис Дмитриевич Яковлев (17 ноября 1929 — 13 июля 2023) — советский борец классического (греко-римского) стиля, третий призёр чемпионата СССР 1950 года в лёгком весе, заслуженный тренер РСФСР.

## Биография
Родился 17 ноября 1929 года. Занимался греко-римской борьбой. Выступал за московскую команду «Крылья Советов». На чемпионате СССР 1950 года занял третье место в лёгкой весовой категории. По окончании спортивной карьеры стал тренером. Получил звание заслуженного тренера РСФСР. Умер 13 июля 2023 года. Похоронен в Москве на Востряковском кладбище.

## Спортивная карьера
На первенстве Москвы 1950 года занял второе место в лёгкой весовой категории, проиграв финальную схватку Дмитрию Карклину.
Выступал на командном первенстве СССР 1950 года по классической борьбе в составе команды Москвы. В первый день соревнований соперником Бориса Яковлева был эстонский борец Пуур, которого Яковлев победил с небольшим преимуществом. Во втором туре соревнований победил киргизского борца, в финальном матче проиграл Селетникову.